# Heppstädt
Heppstädt ist ein Gemeindeteil von Adelsdorf im mittelfränkischen Landkreis Erlangen-Höchstadt in Bayern. Die Gemarkung Heppstädt hat eine Fläche von 2,846 km². Sie ist in 376 Flurstücke aufgeteilt, die eine durchschnittliche Flurstücksfläche von 7569,74 m² haben.

## Geographie
Durch das Dorf fließt der Klinggraben (im Unterlauf Reutgraben genannt), der nordwestlich die Wiesendorfer Weiher speist und bei Adelsdorf als rechter Zufluss in die Aisch mündet. Im Süden liegt das Lichtholz, im Südosten der Dornbusch, im Osten das Schultersholz. Die einzelnen Parzellen bilden ein zusammenhängendes Waldgebiet. Im Westen befinden sich inmitten von Acker- und Grünland die Heppstädter Teiche, die Alt- und die Neuweiher und der Großweiher. Im Norden gibt es ebenfalls Acker- und Grünland. Die Flur wird Gries genannt. Unmittelbar östlich des Ortes gibt es einen Campingplatz.
Die Kreisstraße ERH 35 verläuft zur Kreisstraße ERH 16 bei Neuhaus (2,1 km westlich) bzw. nach Hemhofen zur Staatsstraße 2259 (2,3 km östlich). Eine Gemeindeverbindungsstraße verläuft nach Wiesendorf (1,3 km nördlich).

## Geschichte
Im Jahr 1172 wurde der Ort erstmals urkundlich erwähnt, als Bischof Hermann II. dem Bamberger Kloster St. Theodor ein Gut in „Hovestete“ übereignete. Wahrscheinlich gehörte der Ort ursprünglich den Grafen von Höchstadt, denn die Nonnen von St. Theodor hatten dort ein weiteres Gut als Schenkung eines Gottfried von Höchstadt. Später war das Dorf grundherrlich stark zersplittert.
Gegen Ende des 18. Jahrhunderts gab es in Heppstädt 19 Anwesen und ein Gemeindehirtenhaus. Westlich des Baches übte das Adelige Halsgericht Neuhaus der Freiherren von Crailsheim das Hochgericht aus, östlich des Baches das Centamt Höchstadt. Die Dorf- und Gemeindeherrschaft hatten das Rittergut Neuhaus und das Amt Forchheim. Grundherren waren das Amt Forchheim (3 Güter), die Oberschlossverwaltung Hallerndorf (2 Güter), die Verwaltung Röttenbach (2 Güter), das Rittergut Adelsdorf (1 Viertelhof), das Rittergut Hemhofen (1 Sölde), das Rittergut Neuhaus (5 Güter), die Herrschaft Pommersfelden (1 Gut), die Pfarrei Adelsdorf (1 Gut), die Pfarrei Röttenbach (3 Sölden).
Im Jahr 1810 kam Heppstädt zum Königreich Bayern. Im Rahmen des Gemeindeedikts wurde der Ort 1811 dem Steuerdistrikt und der Ruralgemeinde Neuhaus zugeordnet. 1818 entstand die Ruralgemeinde Heppstädt. Sie war in Verwaltung und Gerichtsbarkeit dem Landgericht Herzogenaurach zugeordnet und in der Finanzverwaltung dem Rentamt Erlangen (ab 1847: Rentamt Herzogenaurach). In der freiwilligen Gerichtsbarkeit unterstanden 5 Anwesen von 1802 bis 1848 dem Patrimonialgericht Neuhaus, 1 Anwesen von 1807 bis 1848 dem Patrimonialgericht Adelsdorf. Ab 1862 gehörte Heppstädt zum Bezirksamt Höchstadt an der Aisch (1939 in Landkreis Höchstadt an der Aisch umbenannt)  und ab 1880 zum Rentamt Höchstadt (1919 in Finanzamt Höchstadt umbenannt, 1929–1972: Finanzamt Forchheim, seit 1972: Finanzamt Erlangen). Die Gerichtsbarkeit blieb beim Landgericht Herzogenaurach (1879 in das Amtsgericht Höchstadt an der Aisch umgewandelt), von 1959 bis 1972 war das Amtsgericht Forchheim zuständig, seitdem ist es das Amtsgericht Erlangen. Die Gemeinde hatte eine Gebietsfläche von 2,818 km².
Am 1. Juli 1971 wurde Heppstädt im Zuge der Gebietsreform in Adelsdorf eingegliedert. Über den engeren Umkreis hinaus wurde der Ort bekannt durch das 1990 von Stefan Kügel gegründete Theater Kuckucksheim.

### Baudenkmal
- Haus Nr. 3: Scheune

### Einwohnerentwicklung
| Jahr      | 1818   | 1840   | 1852   | 1855   | 1861   | 1867   | 1871   | 1875   | 1880   | 1885   | 1890   | 1895   | 1900   | 1905   | 1910   | 1919   | 1925   | 1933   | 1939   | 1946   | 1950   | 1952   | 1961  | 1970   | 1987  |
| Einwohner | 109    | 135    | 123    | 119    | 111    | 113    | 115    | 102    | 112    | 126    | 120    | 109    | 105    | 95     | 105    | 111    | 113    | 96     | 82     | 160    | 151    | 124    | 85    | 66     | 74    |
| Häuser    | 26     |        |        |        |        |        | 28     |        |        | 27     | 27     |        | 26     |        |        |        | 20     |        |        |        | 19     |        | 19    |        | 21    |
| Quelle    | [ 12 ] | [ 13 ] | [ 13 ] | [ 13 ] | [ 14 ] | [ 15 ] | [ 16 ] | [ 17 ] | [ 18 ] | [ 19 ] | [ 20 ] | [ 13 ] | [ 21 ] | [ 13 ] | [ 22 ] | [ 13 ] | [ 23 ] | [ 13 ] | [ 13 ] | [ 13 ] | [ 24 ] | [ 13 ] | [ 9 ] | [ 25 ] | [ 2 ] |

## Religion
Der Ort ist seit der Reformation gemischt konfessionell. Die Katholiken sind nach St. Stephanus (Adelsdorf) gepfarrt, die Lutheraner nach St. Matthäus (Neuhaus, Adelsdorf).